# Silke Stamm
Silke Stamm (* 1968 in Schwenningen am Neckar, Baden-Württemberg) ist eine deutsche Schriftstellerin.

## Leben
Stamm wuchs zusammen mit einem Bruder in Schwenningen am Rande des Schwarzwaldes auf. Nach der Schule studierte sie Mathematik und Physik in Freiburg und Edinburgh. Seit 1995 lebt sie in Hamburg und unterrichtet an einem Gymnasium in Wedel (Schleswig-Holstein). 1998 gründete sie gemeinsam mit einer Freundin den Literaturkreis Hamburg. Seit 2000 ist sie Mitglied im Forum Hamburger Autorinnen und Autoren und beteiligt sich regelmäßig an den Werkstattgesprächen und Lesungen der Gruppe. 
Stamm ist verheiratet, hat zwei Kinder und  lebt in Hamburg.

## Werke
Nach der Publikation von Kurzgeschichten und Erzählungen in verschiedenen Sammelbänden und Jahrbüchern, u. a. im Hamburger Ziegel und im Forum-Jahrbuch, veröffentlichte Stamm 2017 im Hamburger Verlag PUNKTUM Bücher! ihr erstes Buch Besser wird es nicht. Achtundneunzig Arten, eine Antwort zu erhalten. Im September 2022 folgte dann im Berlin Verlag ihr erster Roman Hohe Berge.
Hierzu erläuterte Christoph Peters im Rahmen der Übergabe des Literaturpreises der Stadt Fulda: „Silke Stamm ist mit ihrem Roman ,Hohe Berge‘ eine ebenso gegenwärtige wie überzeitliche Beschwörung der körperlichen und seelischen Ausnahmezustände des Menschen gelungen, der sich noch einmal der teilnahmslosen Majestät des Hochgebirges aussetzt. Einfühlsam und mit großer Präzision folgt sie individueller Grenzerfahrung und gruppendynamischen Prozessen im Wechselspiel von Staunen, Furcht, Euphorie und totaler Erschöpfung. Silke Stamm hat dafür eine höchst eigenwillige Sprache gefunden, expressiv und kalkuliert, experimentell und von geradezu archaischer Wucht, so dass ,Hohe Berge‘ gleichermaßen abenteuerliche Reiseerzählung, intimes Psychogramm und herausragendes Sprachkunstwerk ist.“

## Veröffentlichungen
- Besser wird es nicht. Achtundneunzig Arten, eine Antwort zu erhalten. Prosa. PUNKTUM Bücher!, Hamburg 2017, ISBN 978-3-9817131-9-0
- Hohe Berge. Roman, Berlin Verlag, Berlin 2022, ISBN 978-3-8270-1455-9

## Auszeichnungen
- 2013: Förderpreis für Literatur der Stadt Hamburg (Prosa)
- 2020: Hamburger Literaturpreis (Auszug aus Hohe Berge)[5]
- 2023: Literaturpreis der Stadt Fulda (bestes deutschsprachiges Romandebüt) für Hohe Berge[6]
- 2024: Literaturstipendium des Landes Baden-Württemberg für das Jahr 2025 (Hohe Berge)[7]